# گنجشک برفی
گنجشک برفی (نام علمی: Montifringilla) نام یک سرده از تیره گنجشک است.